# En vandring i solen
En vandring i solen er en svensk dramafilm fra 1978 instrueret af Hans Dahlberg. Filmen er baseret på Stig Claessons roman af samme navn fra 1976 og har blandt andre Gösta Ekman, Inger Lise Rypdal og Margaretha Krook i hovedrollerne. Den handler om en deprimeret sportsjournalist, der vælger at tage på ferie til Cypern i et forsøg på at komme sig over, at hans kæreste har forladt ham.
Filmen fik premiere i Sverige den 25. november 1978 og udkom i Danmark året efter den 27. april 1979.

## Medvirkende (i udvalg)
- Gösta Ekman som Tore
- Inger Lise Rypdal som Marion
- Margaretha Krook som Ellen
- Sif Ruud som Siv
- Irma Christenson som Vera
- Kenneth Haigh som George
- Margaretha Byström som Ulla
- Kjerstin Dellert som dame

## Udmærkelser
Ved Guldbagge-prisuddelingen i 1979 vandt Sif Ruud, der i filmen spiller rollen som Siv, prisen for bedste kvindelige birolle.